# Урочище «Кишка»
Уро́чище «Ки́шка» — ботанічний заказник місцевого значення в Україні. Розташований у  Дубенському районі Рівненської області, на території Крупецької сільської ради, неподалік від села Срібне. 
Площа 422 га. Перебуває у віданні ДП СЛАП «Радивилівський держспецлісгосп» (кв. 63, вид. 7-29; кв. 66, вид. 1-9; кв. 67, вид. 1-8). Заснований рішенням облвиконкому № 33 від 28.02.1995 року. 
Заказник створений для збереження рідкісних видів рослин у заплаві річки Ситеньки.